# Surdila-Greci (gmina)
Surdila-Greci – gmina w Rumunii, w okręgu Braiła. Obejmuje miejscowości Brateșu Vechi, Făurei-Sat, Horia i Surdila-Greci. W 2011 roku liczyła 1505 mieszkańców. 